# J. T. Bentley
J. T. Bentley & Co. war ein britischer Hersteller von Automobilen.

## Unternehmensgeschichte
Das Unternehmen aus dem Londoner Stadtteil Blackfriars begann 1904 mit der Produktion von Automobilen. Der Markenname lautete Fleetbridge. 1905 endete die Produktion. Eine andere Quelle gibt den Bauzeitraum mit 1903 bis 1904 an.

## Fahrzeuge
Das Unternehmen stellte besonders kleine und billige Fahrzeuge her. Das erste Modell hatte einen Rohrrahmen und eine offene, zweisitzige Karosserie. Ein Einzylindermotor mit 3,5 PS trieb über eine Kette die Hinterachse an. Der Neupreis betrug 70 Pfund. 1905 kam ein stärkeres Modell heraus. Ein Einbaumotor der Fafnir-Werke mit 5 PS Leistung trieb das Fahrzeug an. Der Preis betrug 84 Pfund.